# 미토강
미토강(Sông Mỹ Tho)은 베트남 남부에 있는 강이다. 벤째성과 띠엔장성을 통과하는 길이 45.3km의 강이다. 미토강은 2개의 다른 지류인 끄어띠에우강과 발라이강이 있다. 끄으찌에우는 띠엔장성 고꽁에 위치해 있고, 발라이강은 벤째성 바찌와 빈다이 사이에 있다.

## 역사
1785년 락검-쏘아이뭇 전투가 이 강에서 일어났다.

## 같이 보기
- 띠엔강